# 하트랜드 플라이어
하트랜드 플라이어(영어: Heartland Flyer)는 미국 오클라호마주 오클라호마시티 오클라호마시티 역에서 텍사스주 포트워스 포트워스 역까지 운행되는 도시철도 열차이다.

## 역사 및 현황
1971년에 암트랙 설립과 동시에 시카고 ~ 휴스턴 구간을 운행 했으나 1979년에 폐선 되면서 사실상 오클라호마시티에 철도 노선이 전무했다. 이후 1999년에 운행을 재개했다. 첫 운행 당시 71,400명이 이 노선을 이용했다. 2007년 기준으로 연간 50만명 돌파에 이어 2013년 기준으로 100만명 이상 이 노선을 운행했다.

## 운행 노선

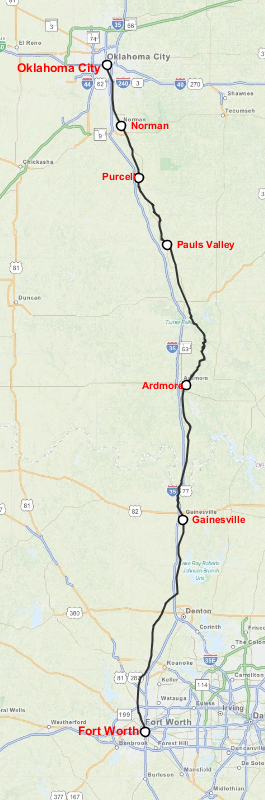
암트랙 하트랜드 플라이어 노선도 (interactive map)

## 사진

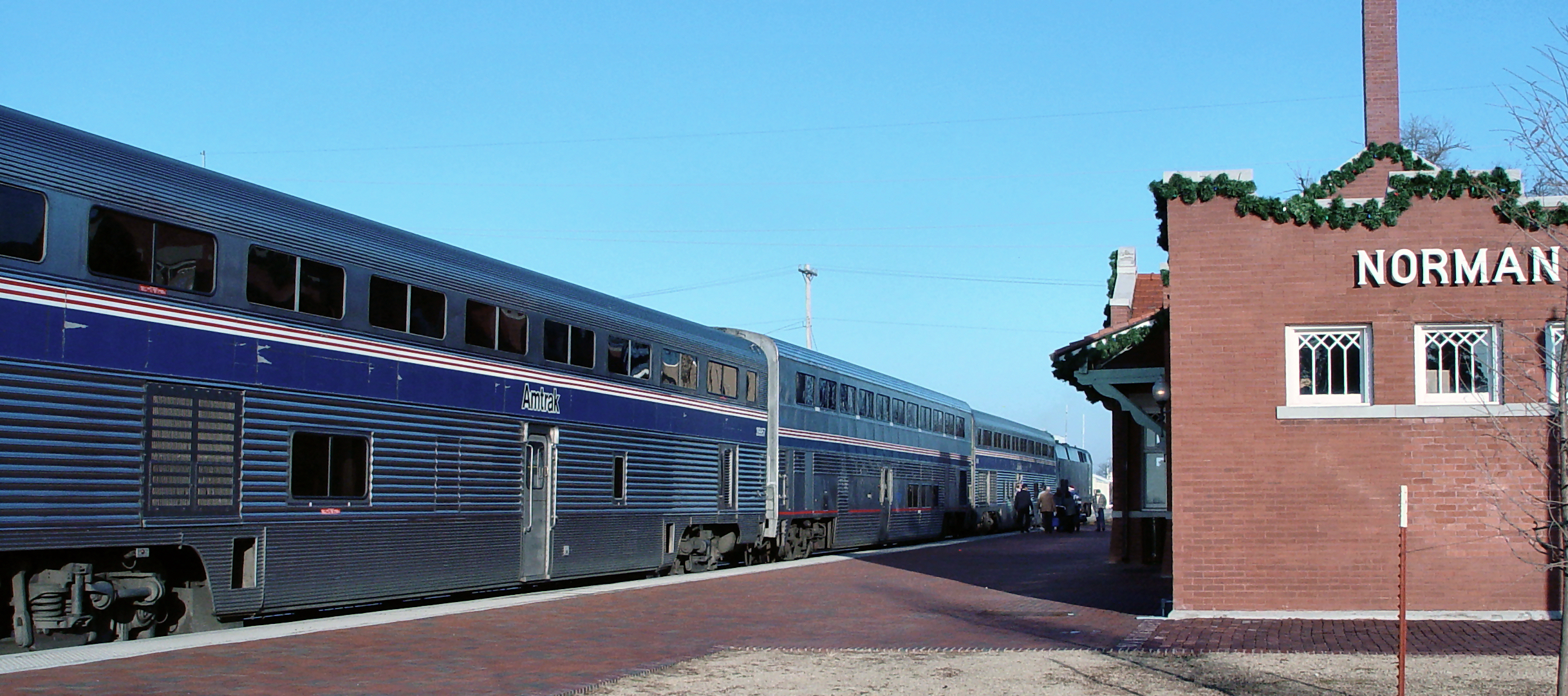
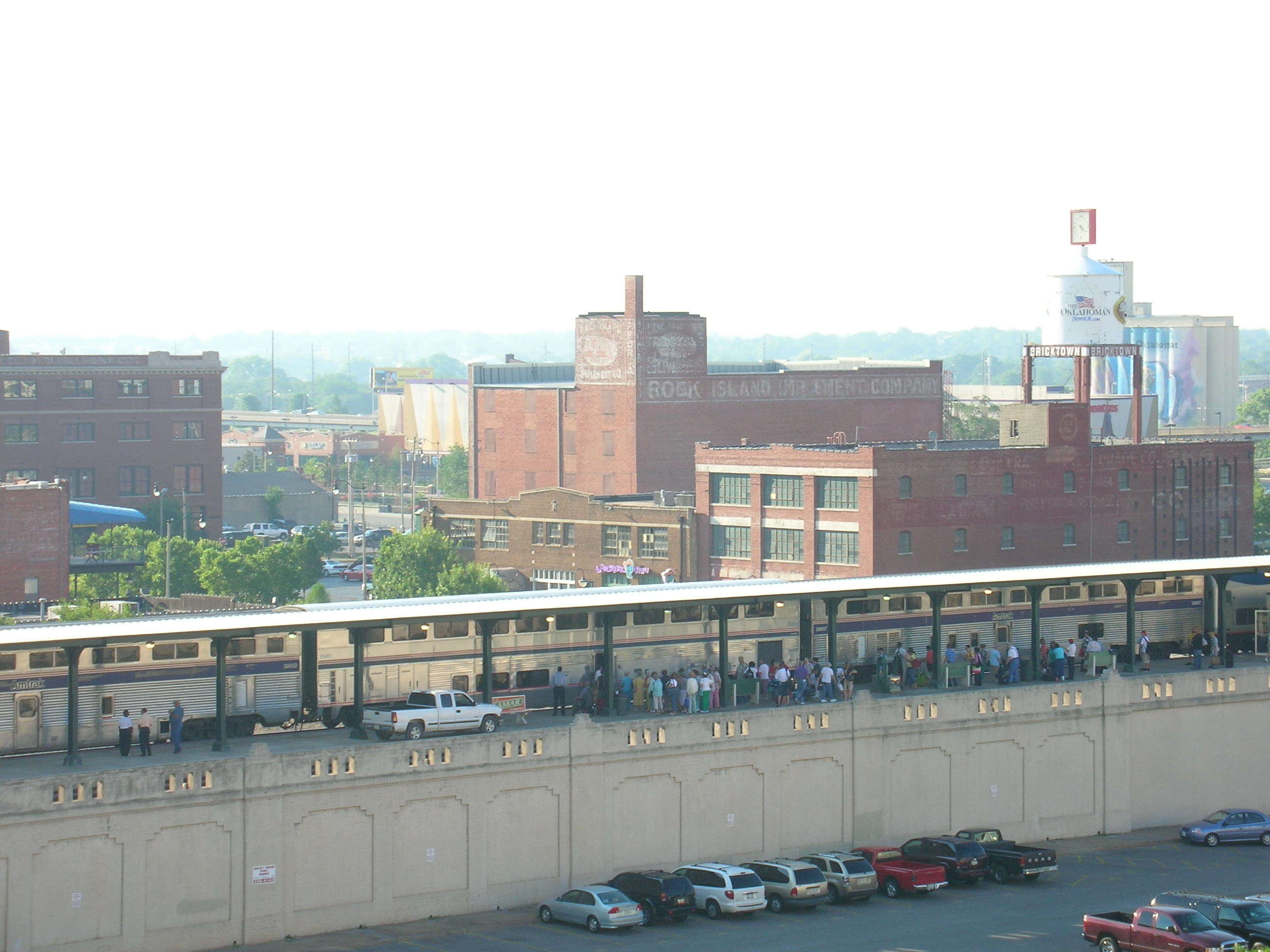